# Battistero

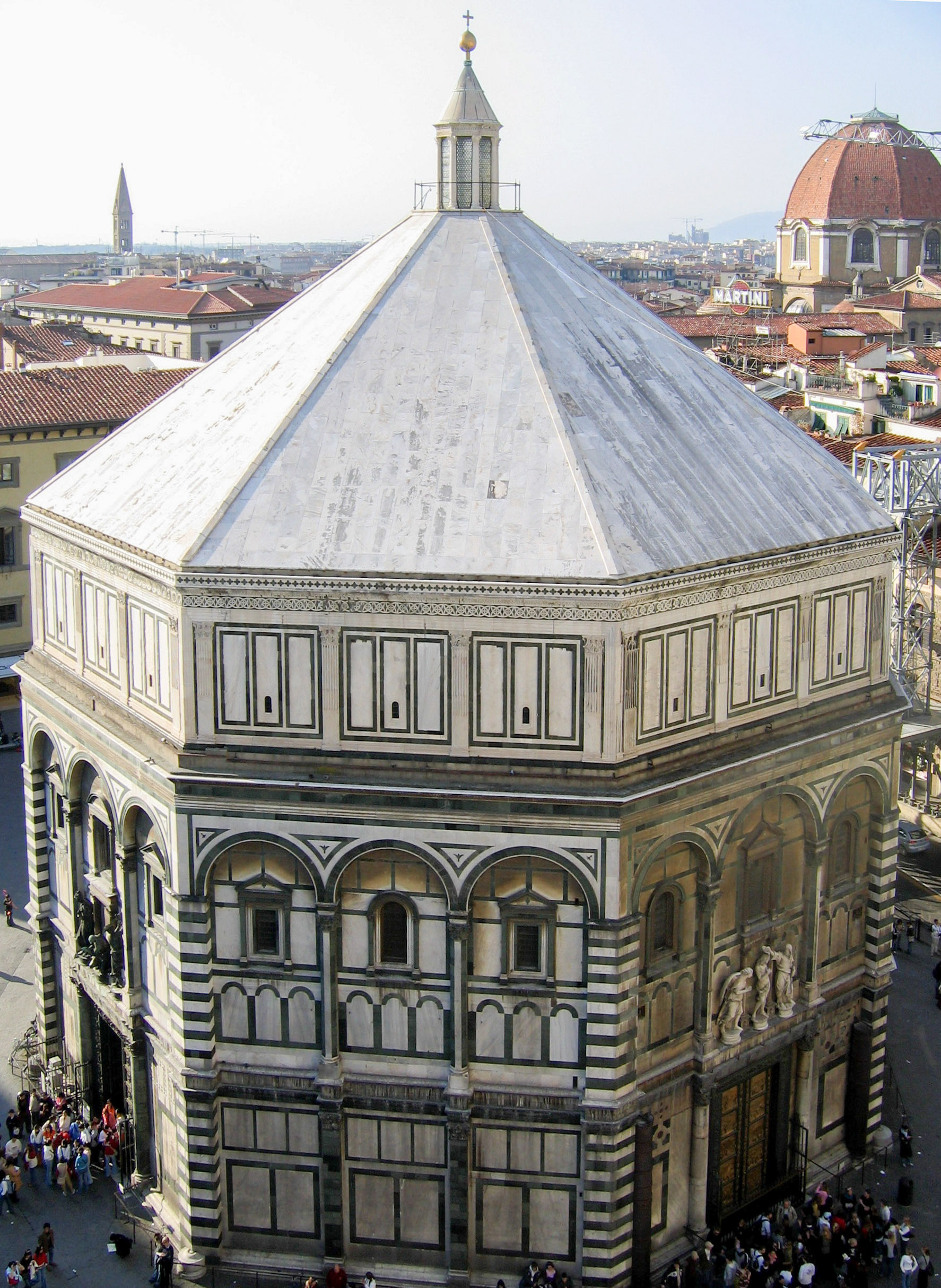
Battistero di San Giovanni (Firenze)

Il battistero (dal latino baptisterium, a sua volta dal greco antico  βαπτιστήριον?, baptistḗrion) è l'edificio separato da una chiesa (in genere italiana), in cui si svolge il rito del battesimo. La separazione dei due luoghi ha origine nei primi secoli dell'era cristiana, quando i non ancora battezzati non erano ammessi alle celebrazioni eucaristiche che si svolgevano all'interno dei luoghi di culto consacrati.

## Caratteri generali
Il battistero ha per lo più otto lati (ottagono), specie dopo la costruzione del Battistero lateranense, modello da imitare per secoli, così da rappresentare l'ottavo giorno dopo i sei giorni della creazione (Gen 1) e dopo il settimo, il sabato (Gen 2,1–3), di nuovo il primo giorno, la domenica, che così "significa la nuova creazione inaugurata con la resurrezione di Cristo", e che può essere interpretato come "quello che sta oltre lo scorrere del tempo, perché anticipa l'eternità in cui si entrerà definitivamente con la resurrezione". Il numero otto rappresentato dall'ottagono è quindi un numero escatologico.
La forma circolare e con camminamento superiore (come a Pisa) era poi un esplicito richiamo alla basilica del Santo Sepolcro a Gerusalemme, ammirata da pellegrini e crociati e imitata al ritorno in patria.

## Storia
Il battistero, nei casi più rappresentativi, è separato dal corpo della chiesa ed è collocato generalmente al suo fianco o di fronte al prospetto principale. L'edificio in genere si presenta a pianta poligonale o circolare con una copertura a cupola e al suo interno contiene il fonte battesimale, che in genere è costituito da una vasca in marmo, giacché doveva permettere la parziale immersione del battezzando, secondo la tradizione rituale paleocristiana.

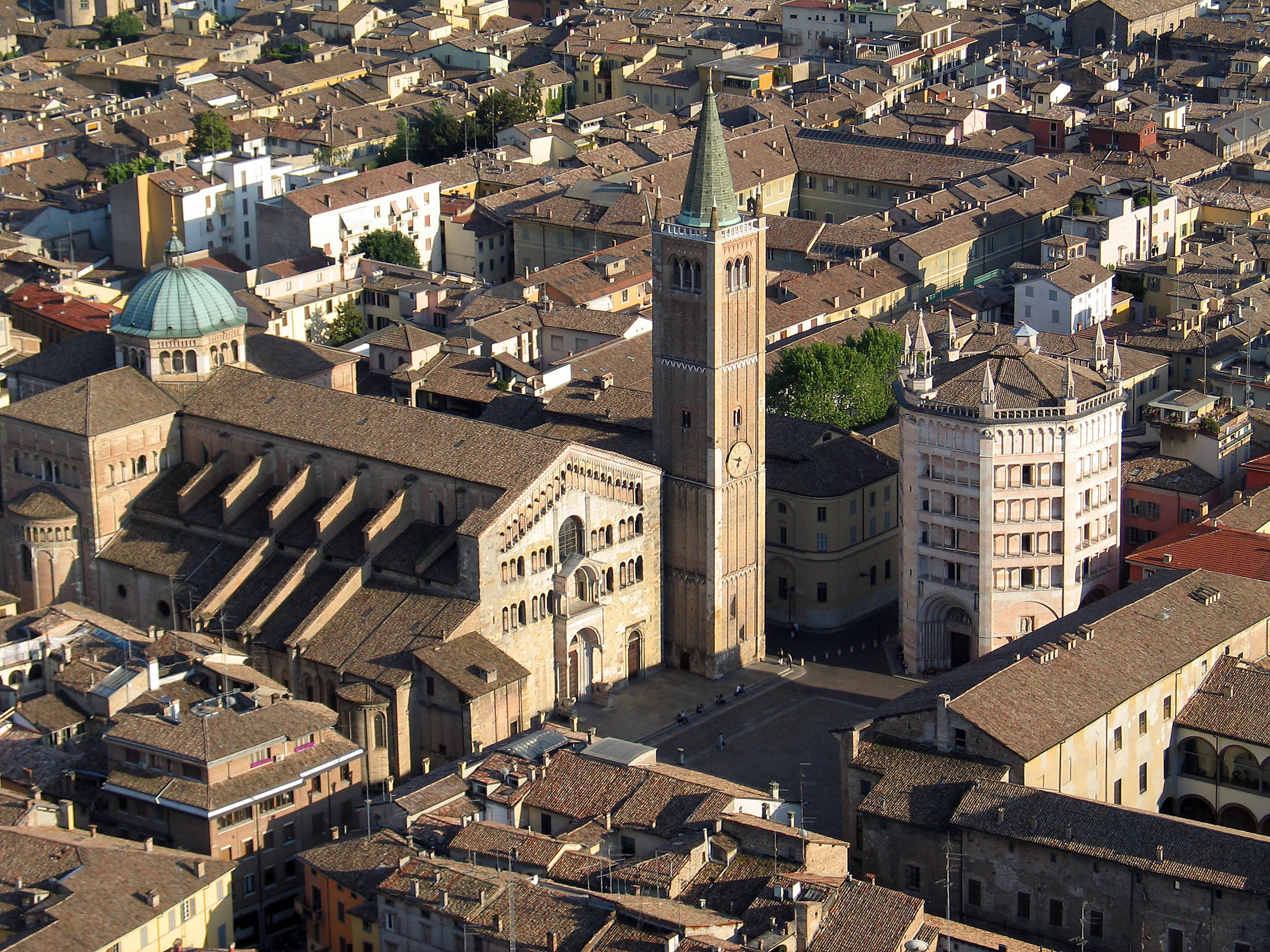
Il duomo e il battistero di Parma

La diffusione dei battisteri in Italia è stata particolarmente importante nel periodo romanico e gotico, mentre nelle epoche successive si preferì destinare allo scopo una cappella collocata all'interno dell'edificio principale, in genere la più vicina all'ingresso, anche in seguito alle modifiche del rito, che attualmente avviene solo con l'aspersione di una modica quantità di acqua sul capo del battezzando. Il fonte battesimale, in questi casi, non è più costituito da una vasca, ma da un elemento architettonico simile a un'acquasantiera. La cappella dedicata al battesimo, seppur non più costituita da un edificio autonomo, è comunque denominata battistero.
Dopo i dettami del Concilio di Trento, che ha restituito al battesimo la sua dimensione comunitaria, la funzione del battistero è via via scemata.
Celebri i battisteri di Firenze, Pisa, Siena, Pistoia, Ascoli Piceno, Asti (Chiesa di San Pietro in Consavia), Ravenna (Battistero Neoniano e Battistero degli ariani), Albenga, Basilica di Santa Maria Assunta (Aquileia), Grado, Nocera Superiore, Cremona, Padova e Parma; quest'ultimo con delle marcate influenze gotiche. Il Battistero di San Giovanni in Fonte, sito a Napoli, è considerato il più antico del mondo occidentale.
Un caso di battistero a nove lati è quello di Agliate.

## Battisteri paleocristiani

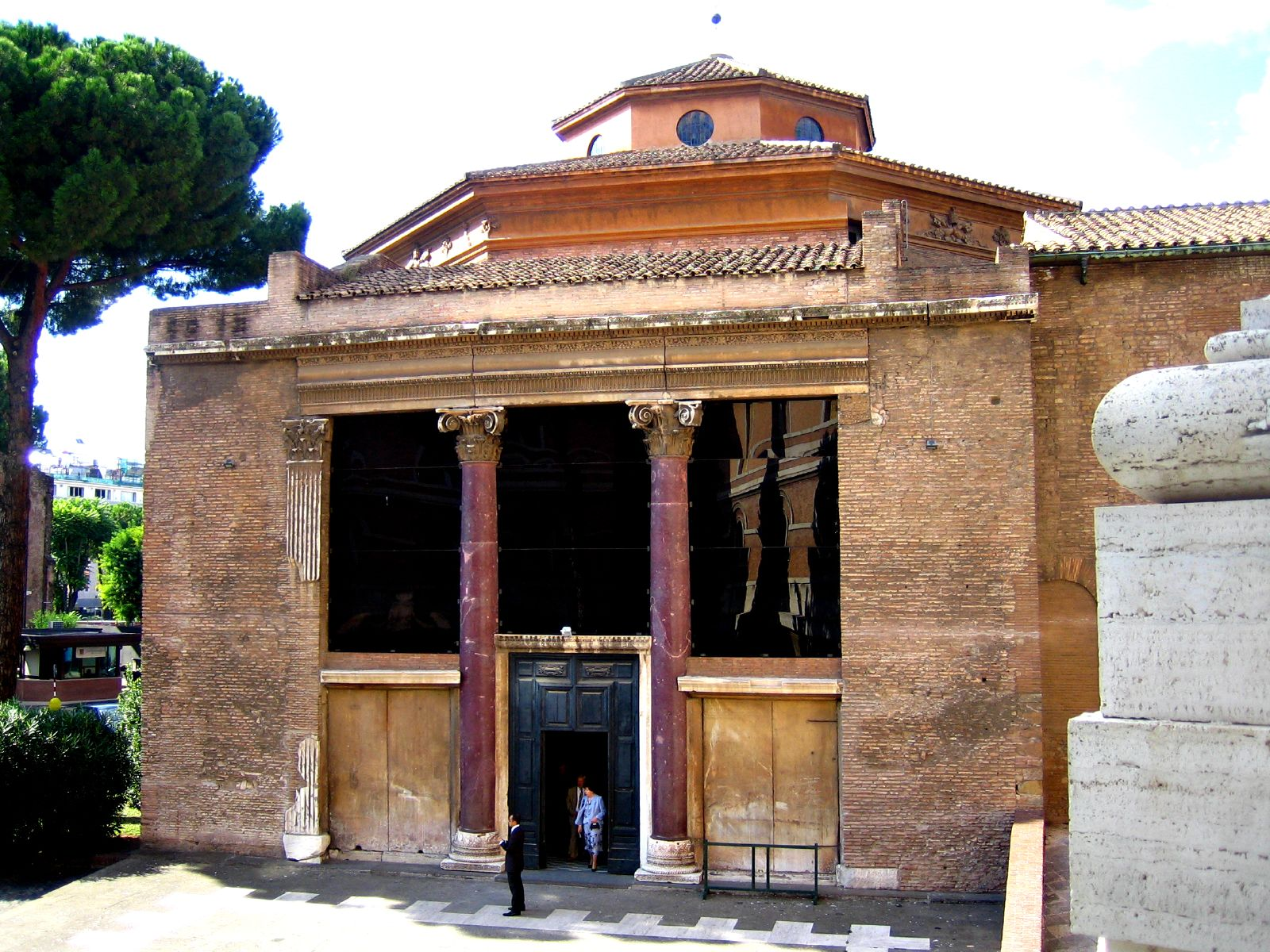
Roma, battistero di San Giovanni in Laterano
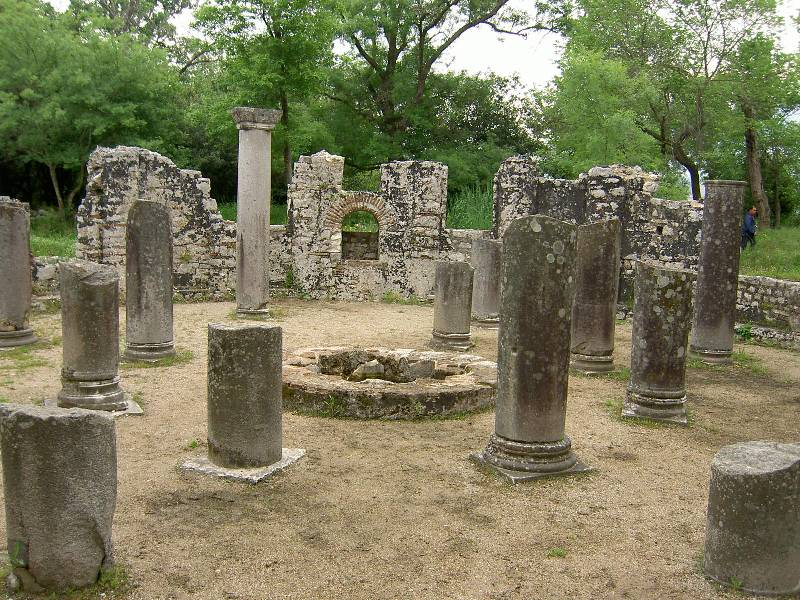
Butrinto, ruderi del battistero
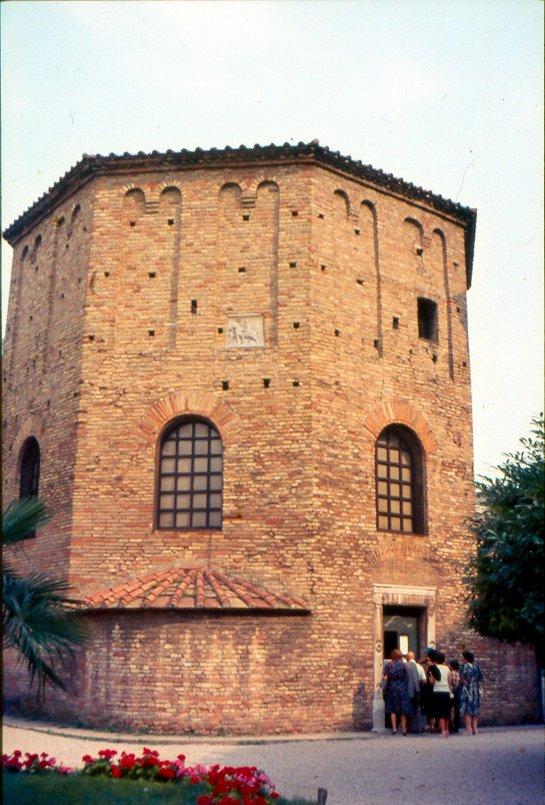
Ravenna, Battistero Neoniano
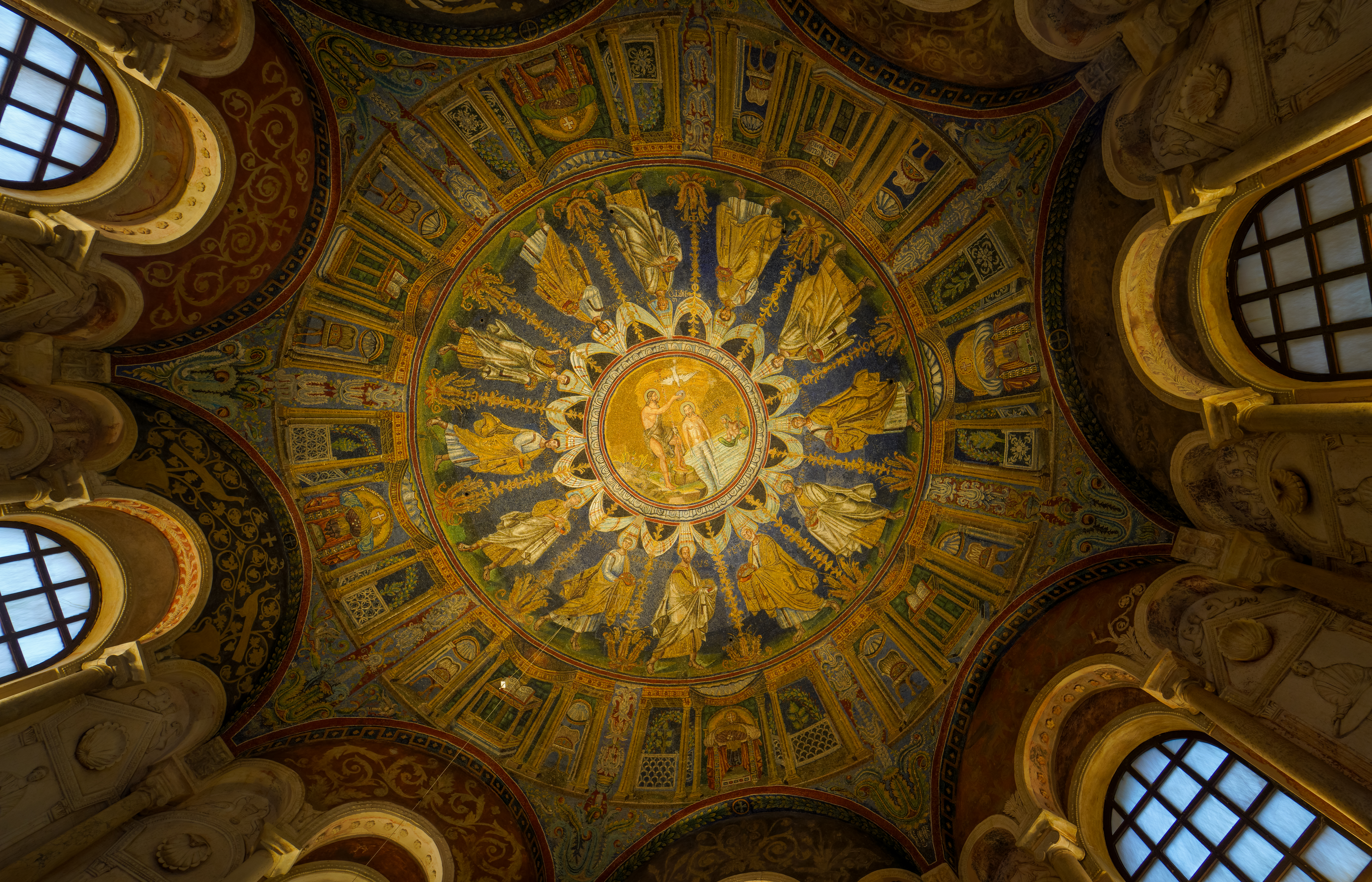
Ravenna, Battistero Neoniano (mosaico con il battesimo di Cristo)
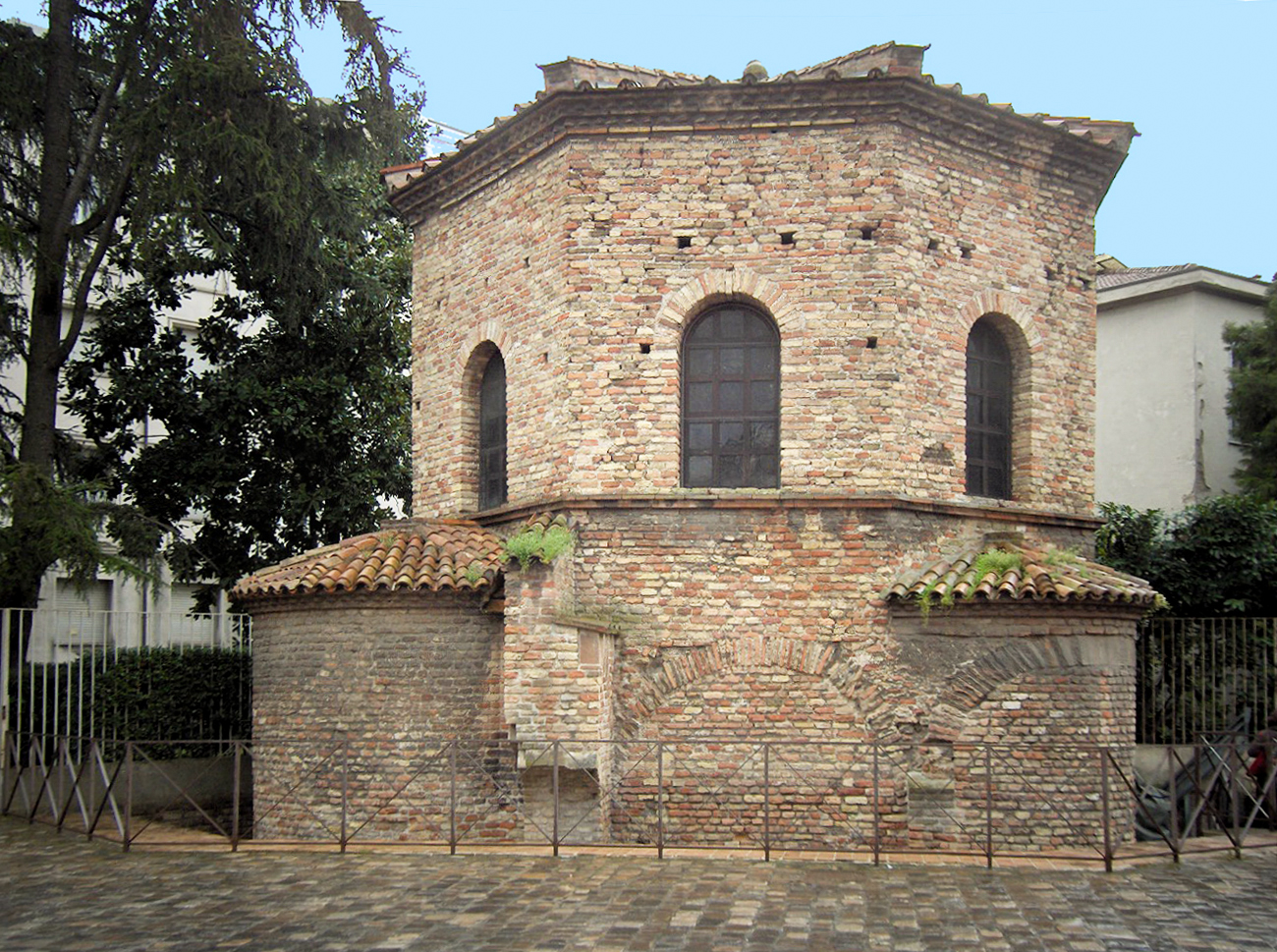
Ravenna, battistero degli Ariani
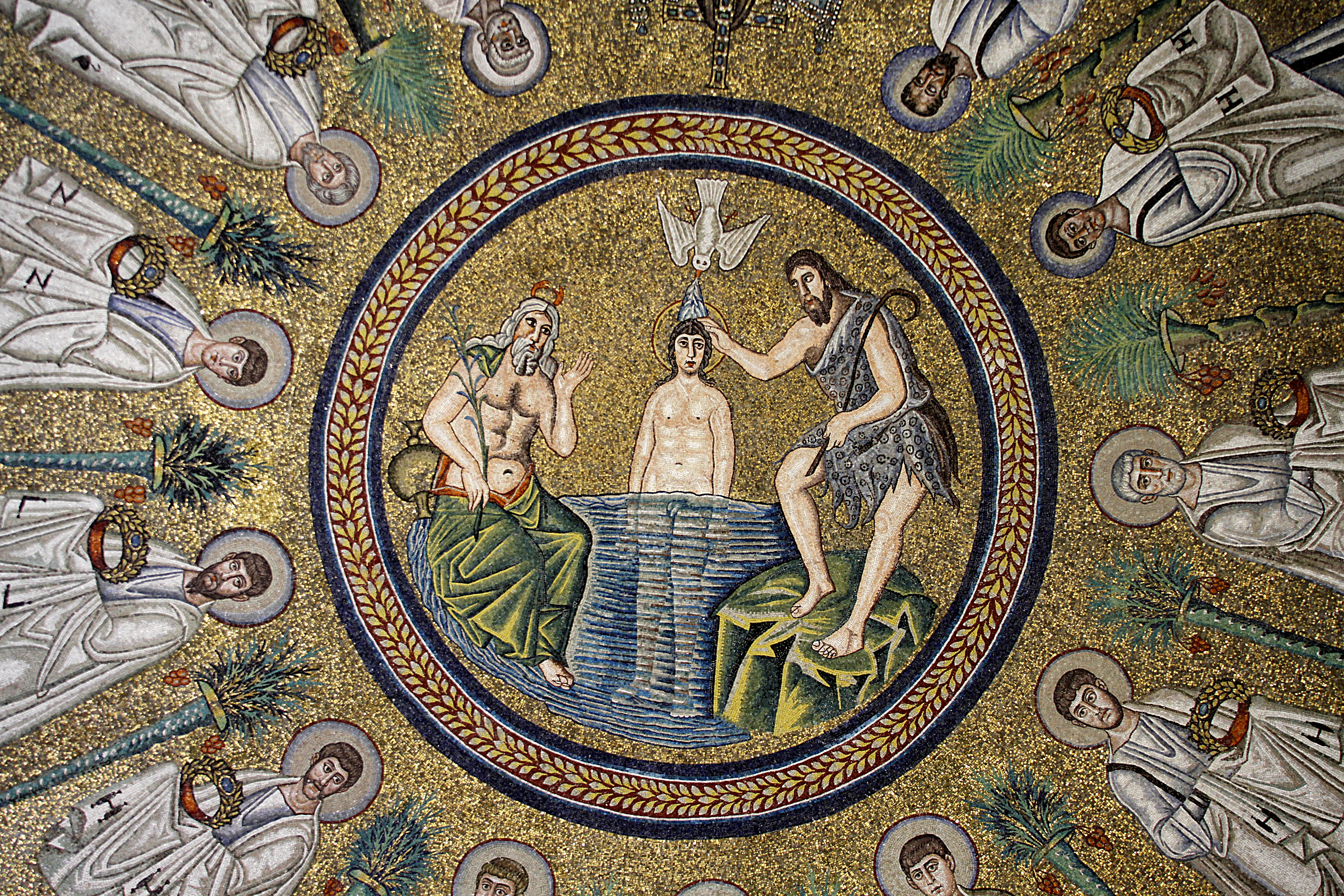
Ravenna, battistero degli Ariani (mosaico con il battesimo di Cristo)
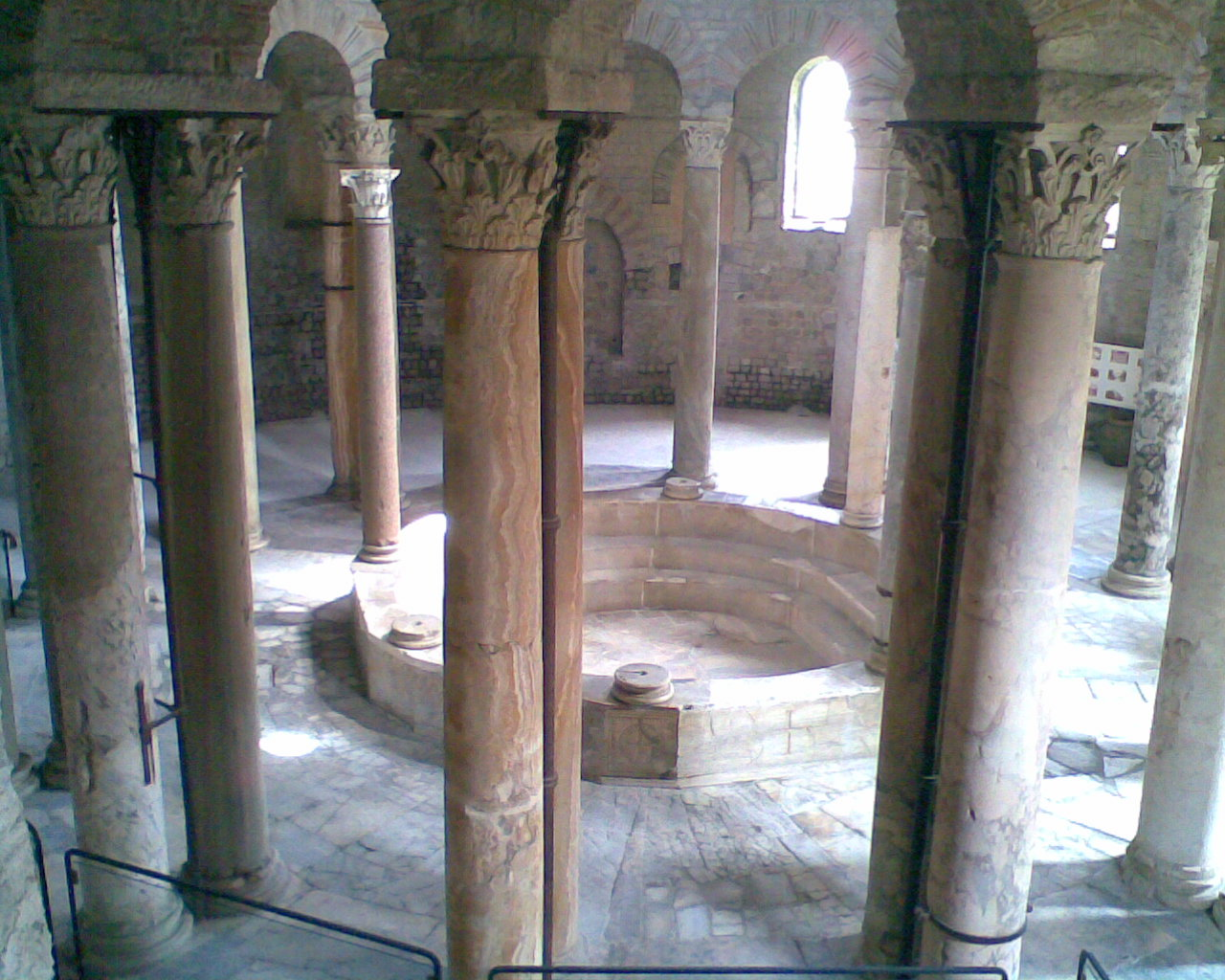
Nocera Superiore, Santa Maria Maggiore
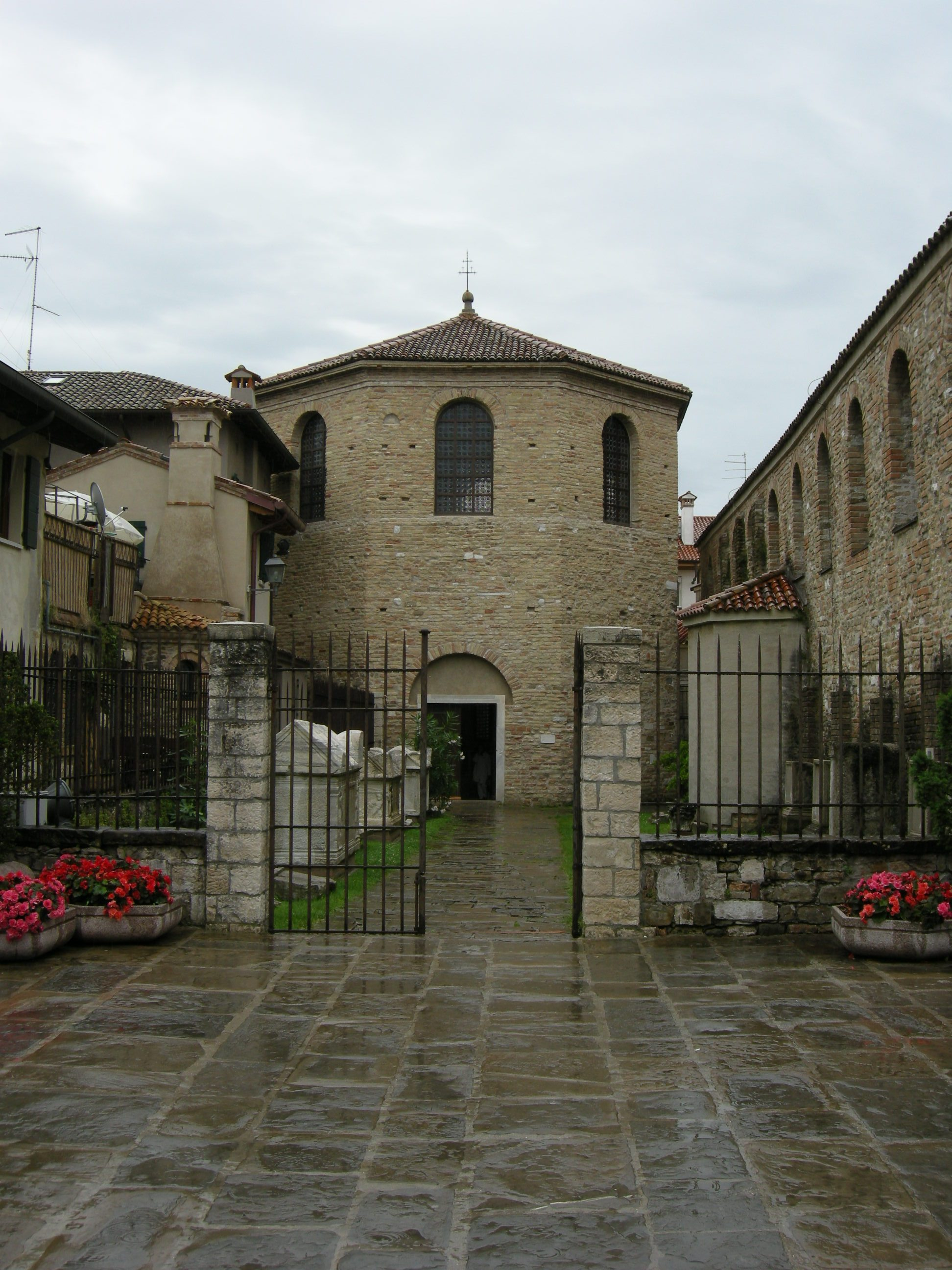
Grado, battistero paleocristiano
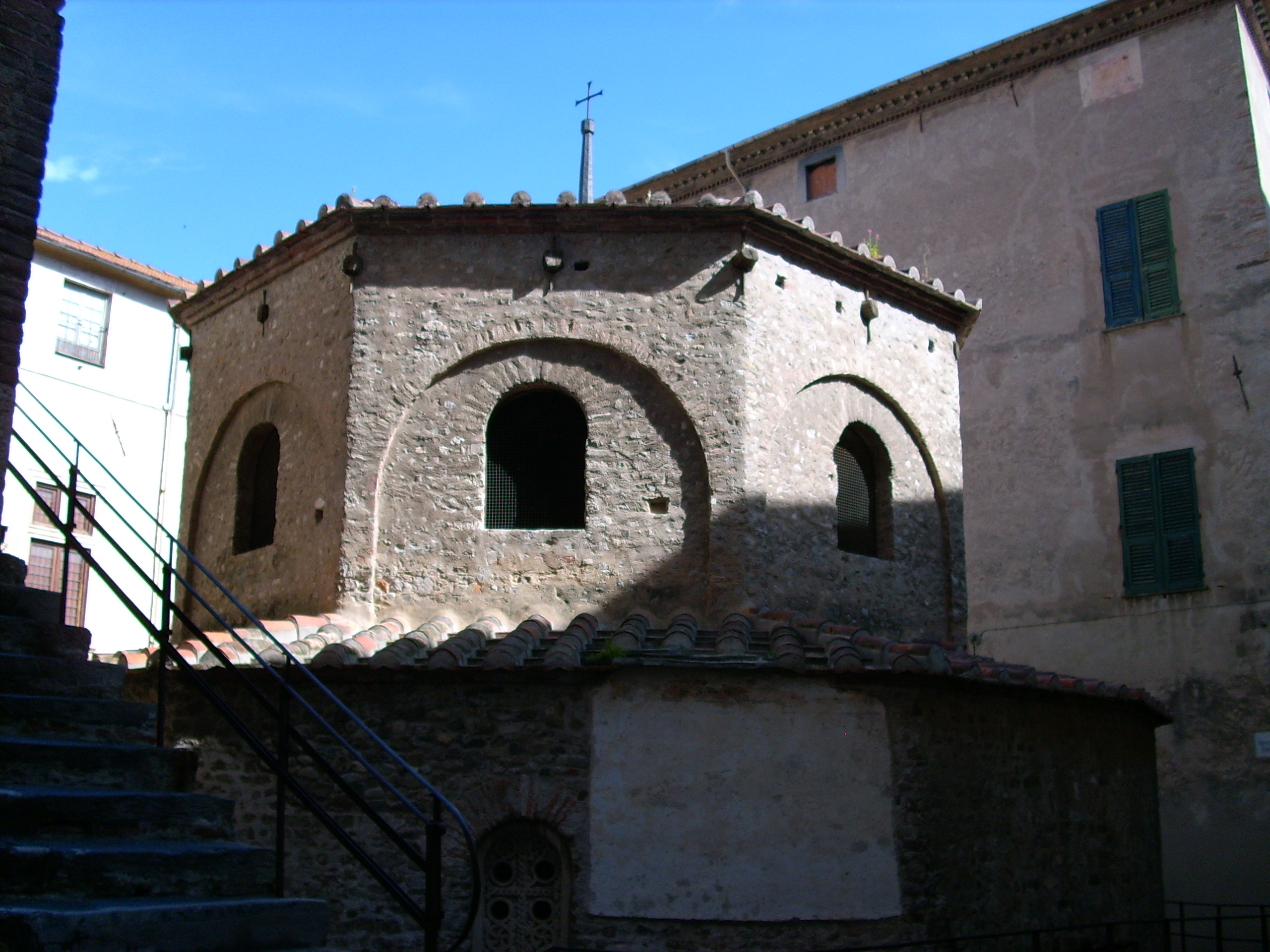
Battistero di Albenga
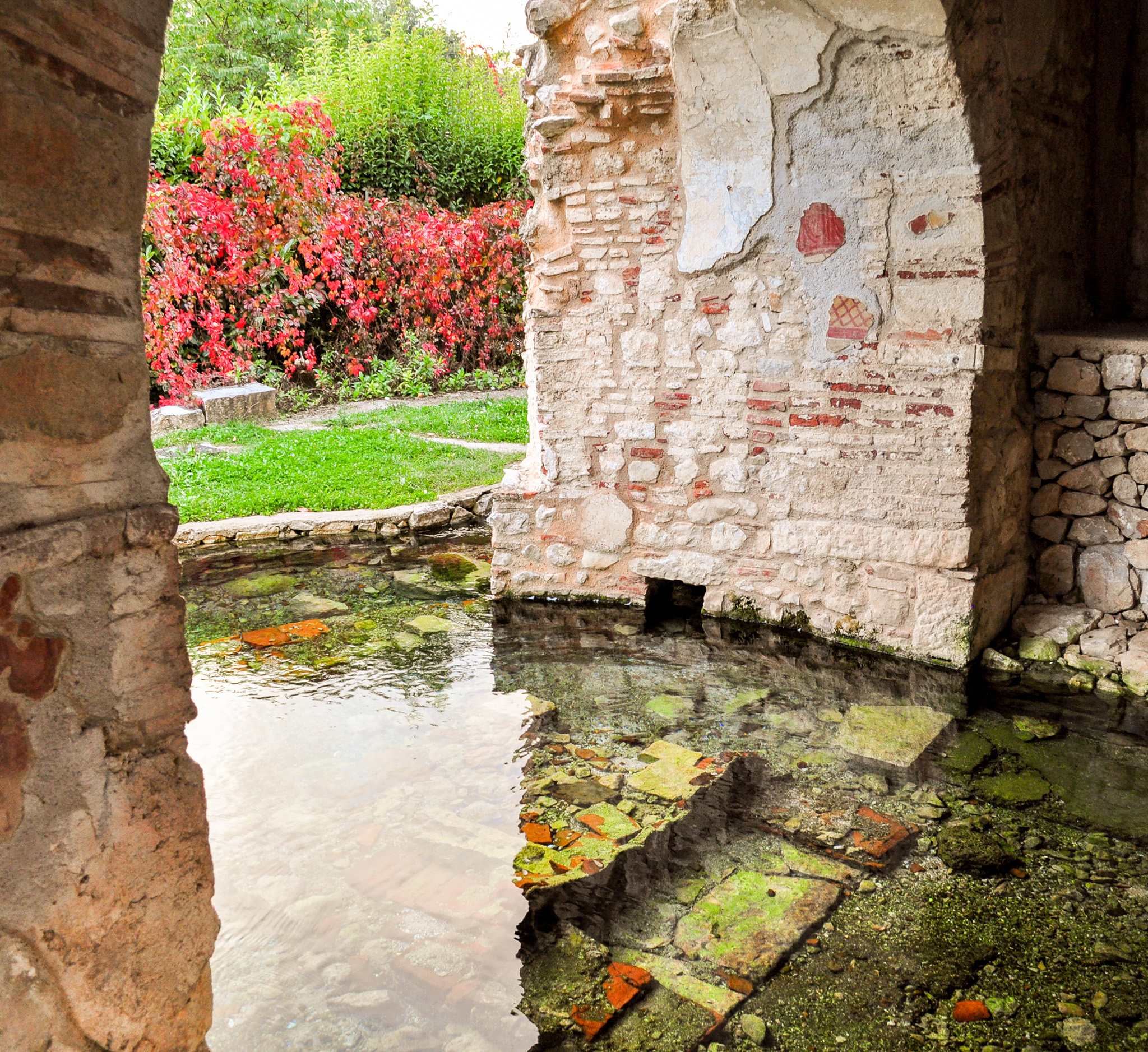
Padula, Battistero paleocristiano di San Giovanni in Fonte

## Battisteri romanici

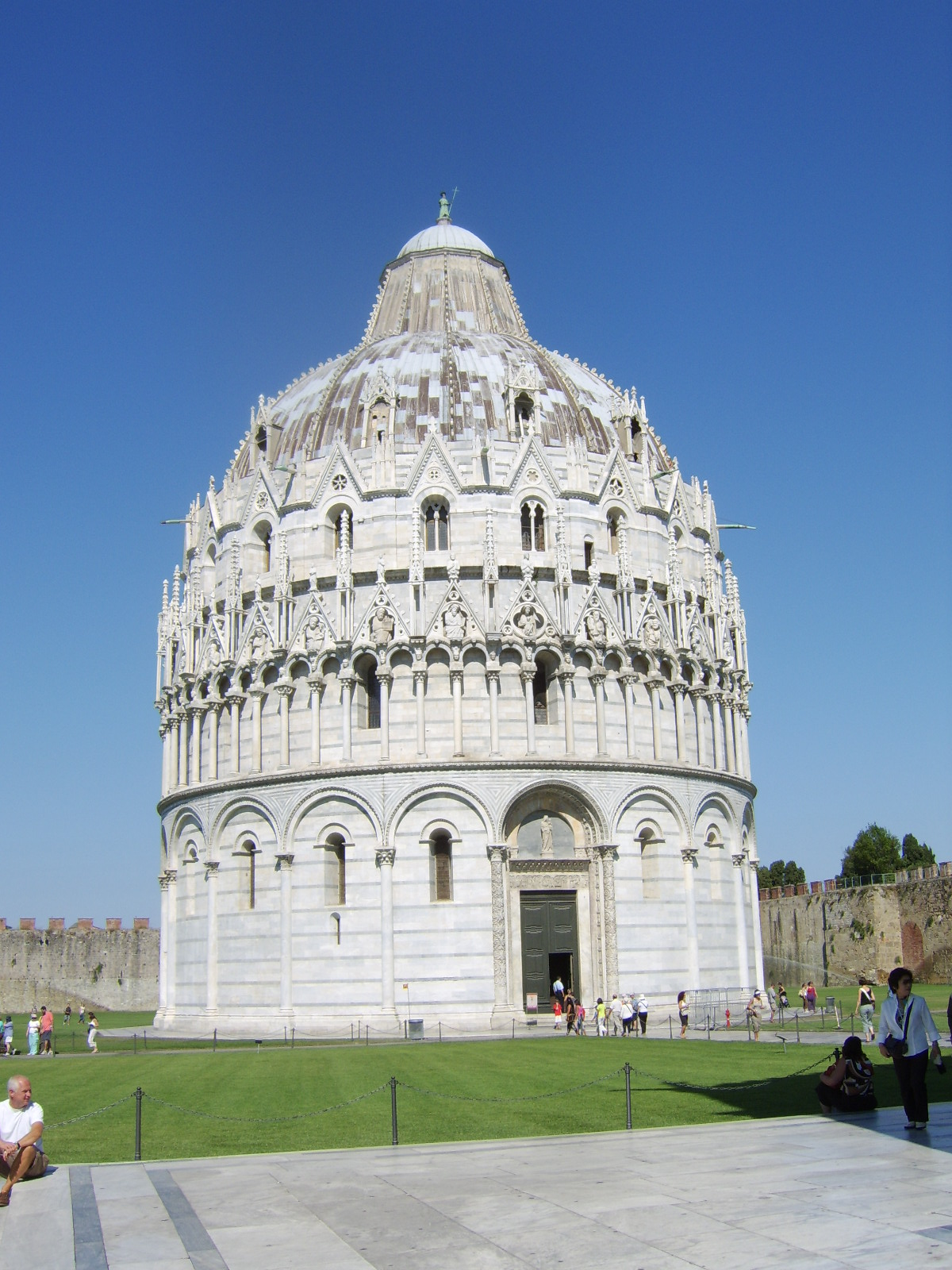
Pisa, battistero
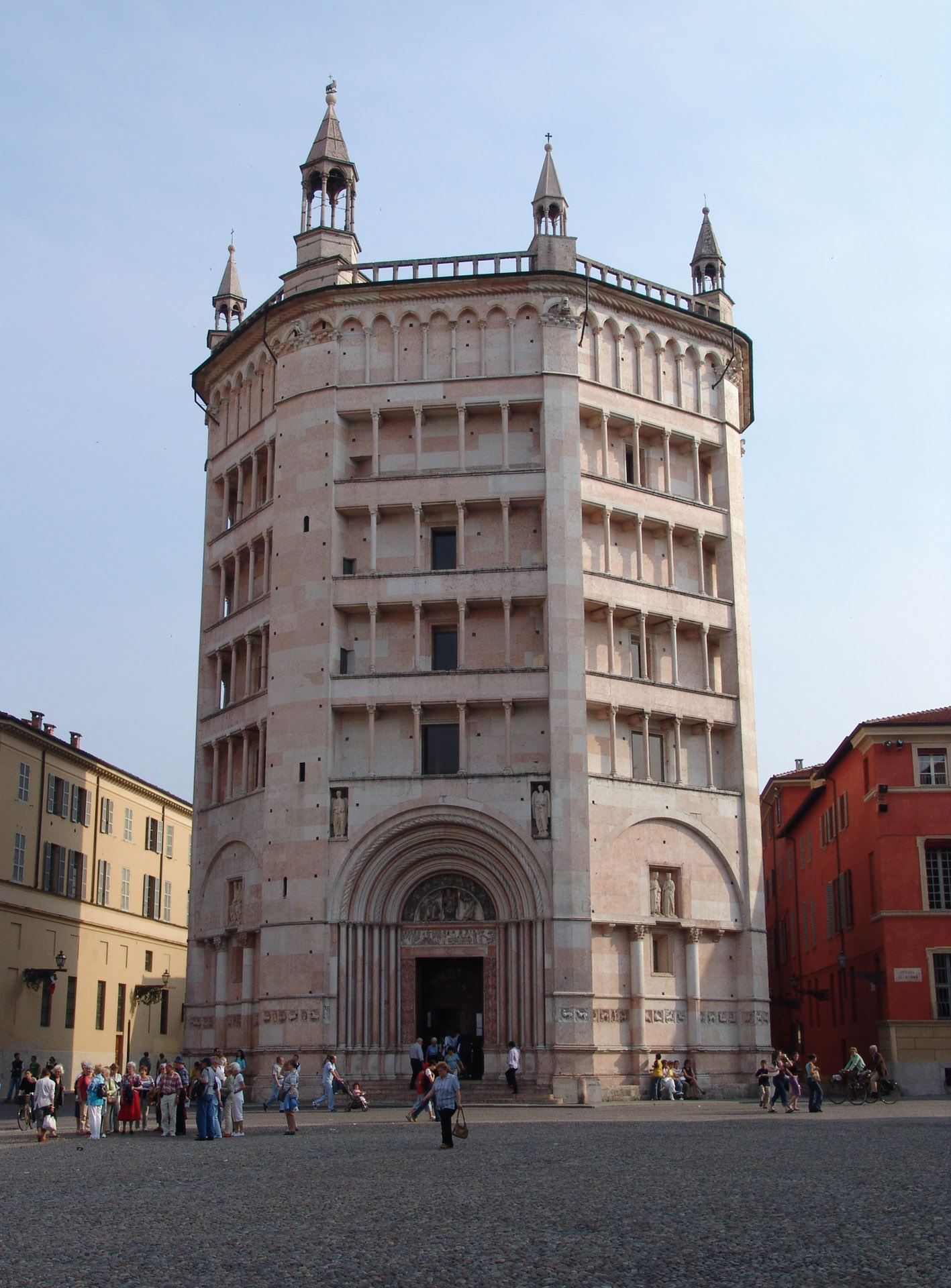
Parma, battistero
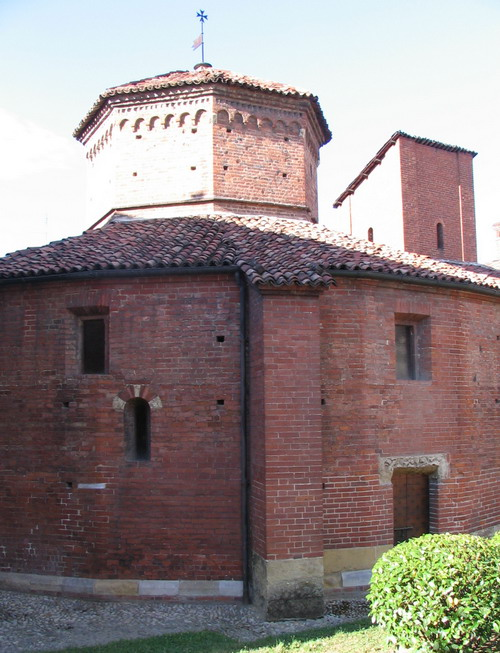
Asti, battistero
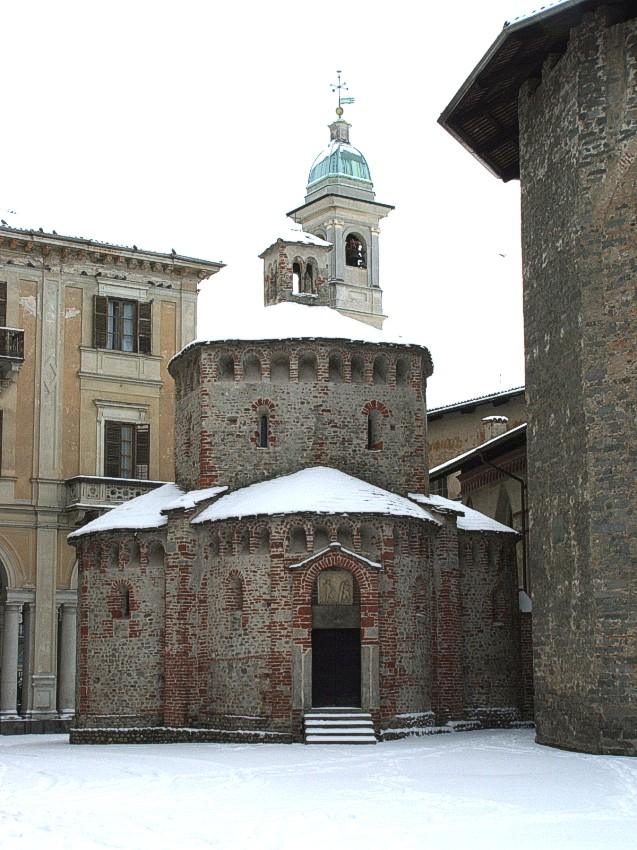
Biella, battistero
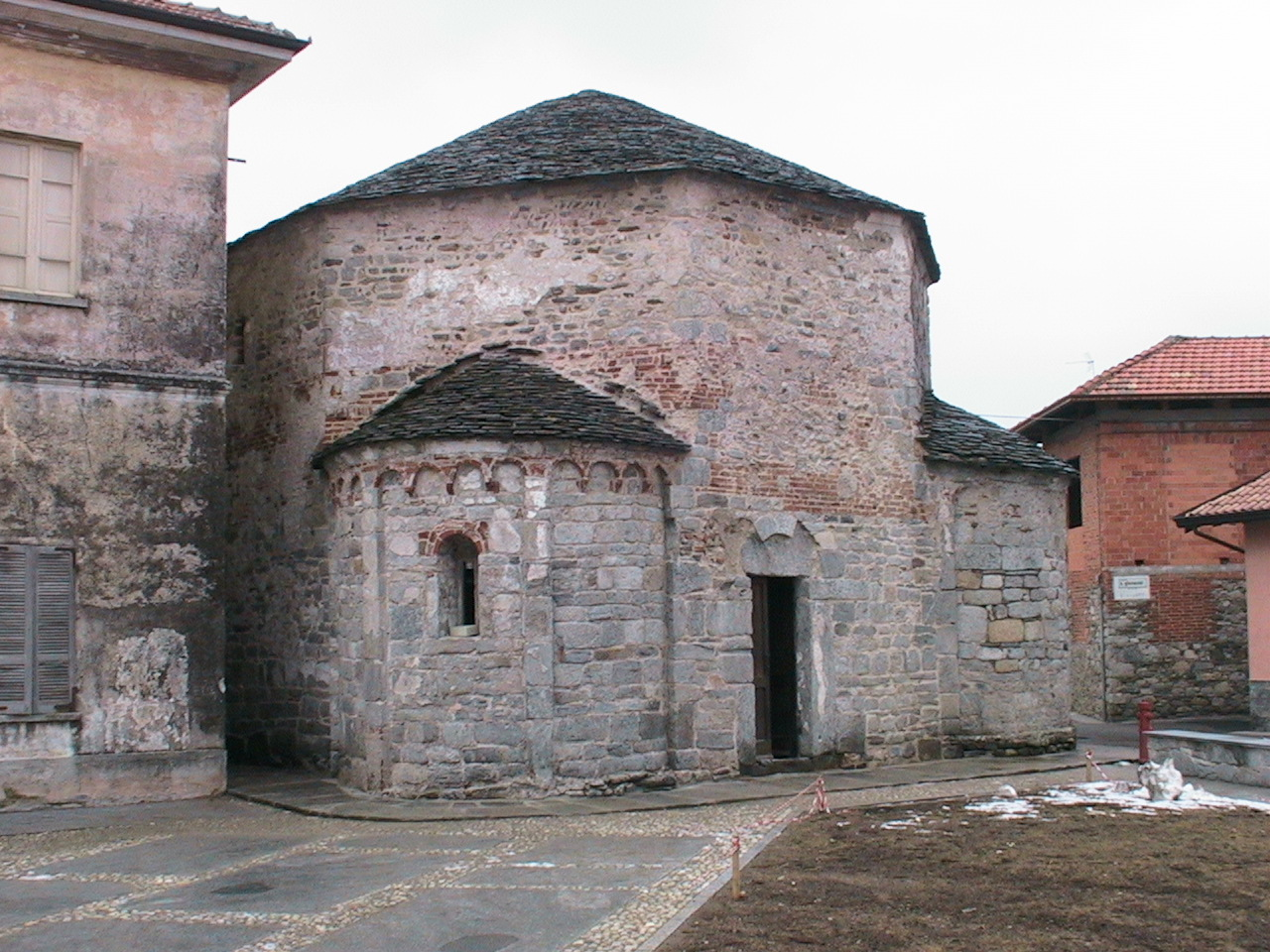
Cureggio, battistero
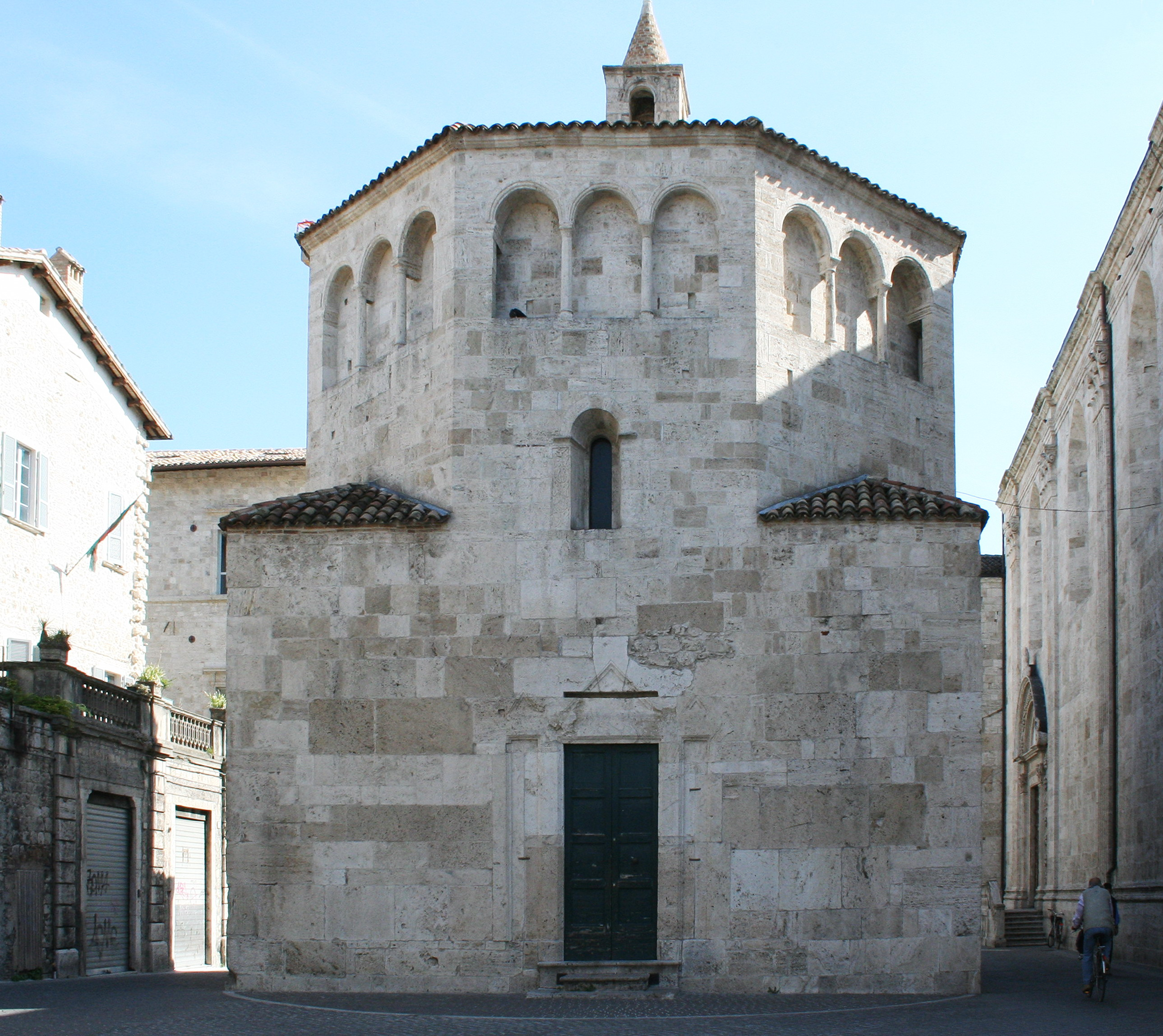
Ascoli Piceno, battistero
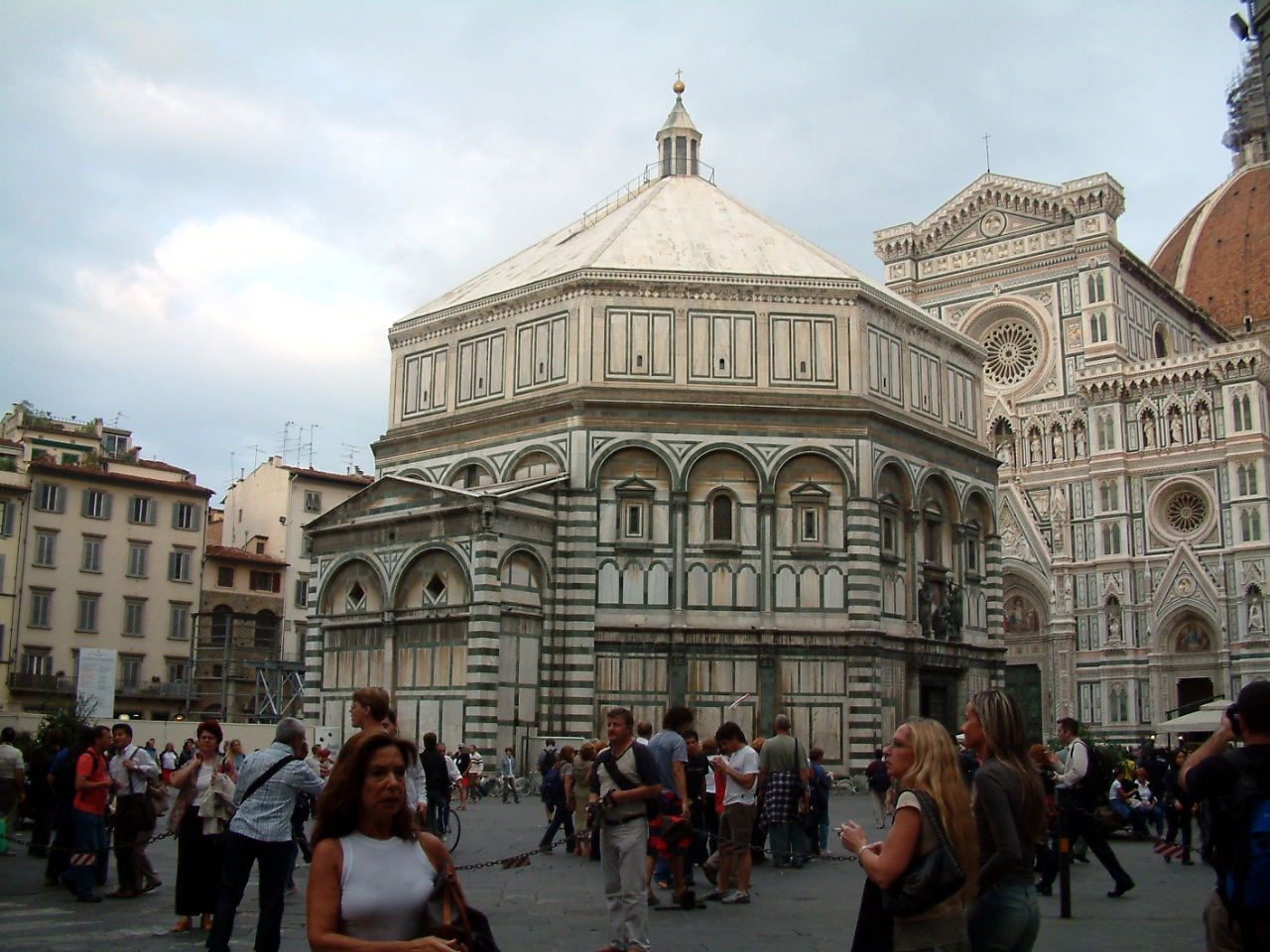
Firenze, battistero
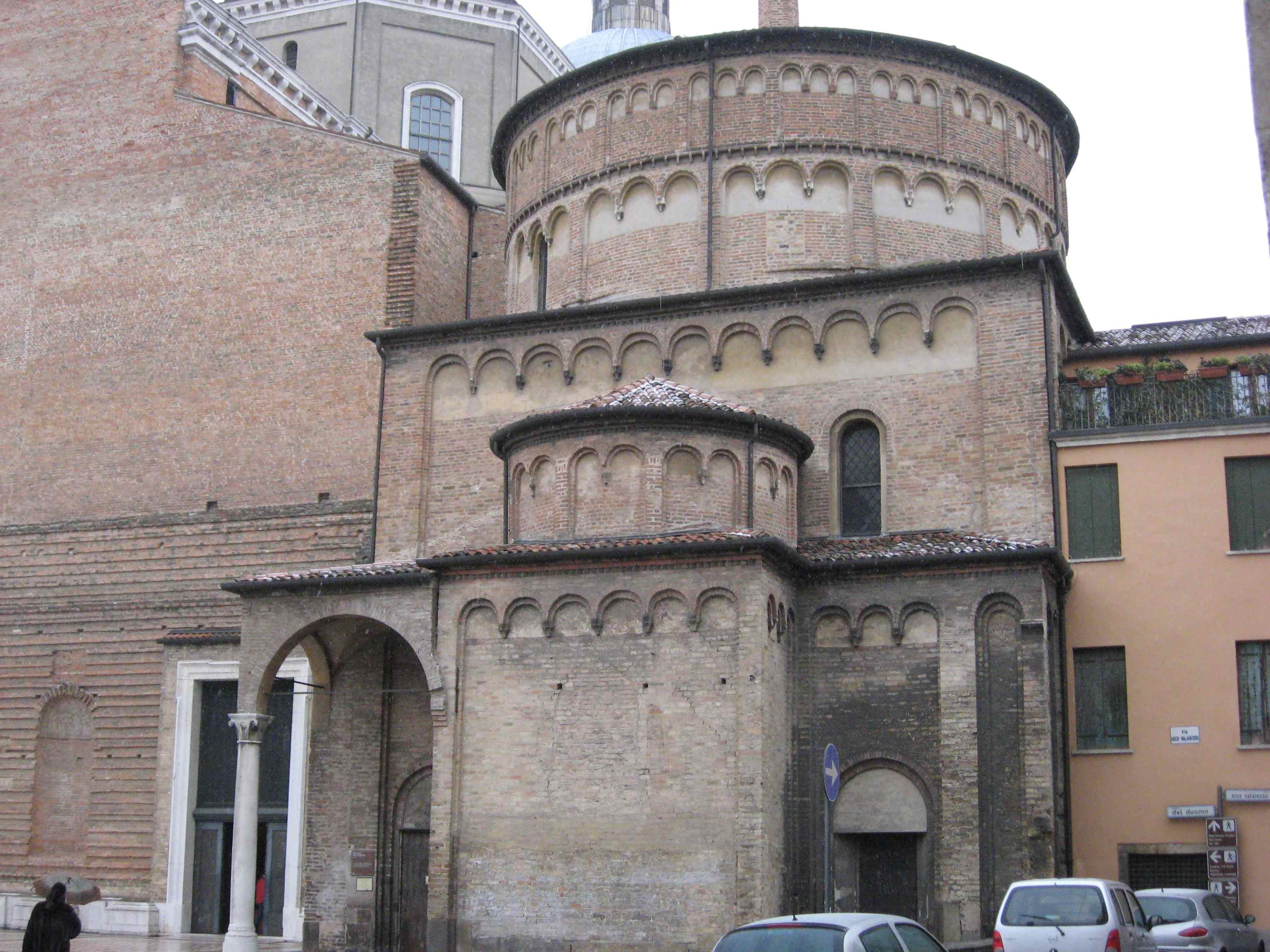
Padova, battistero
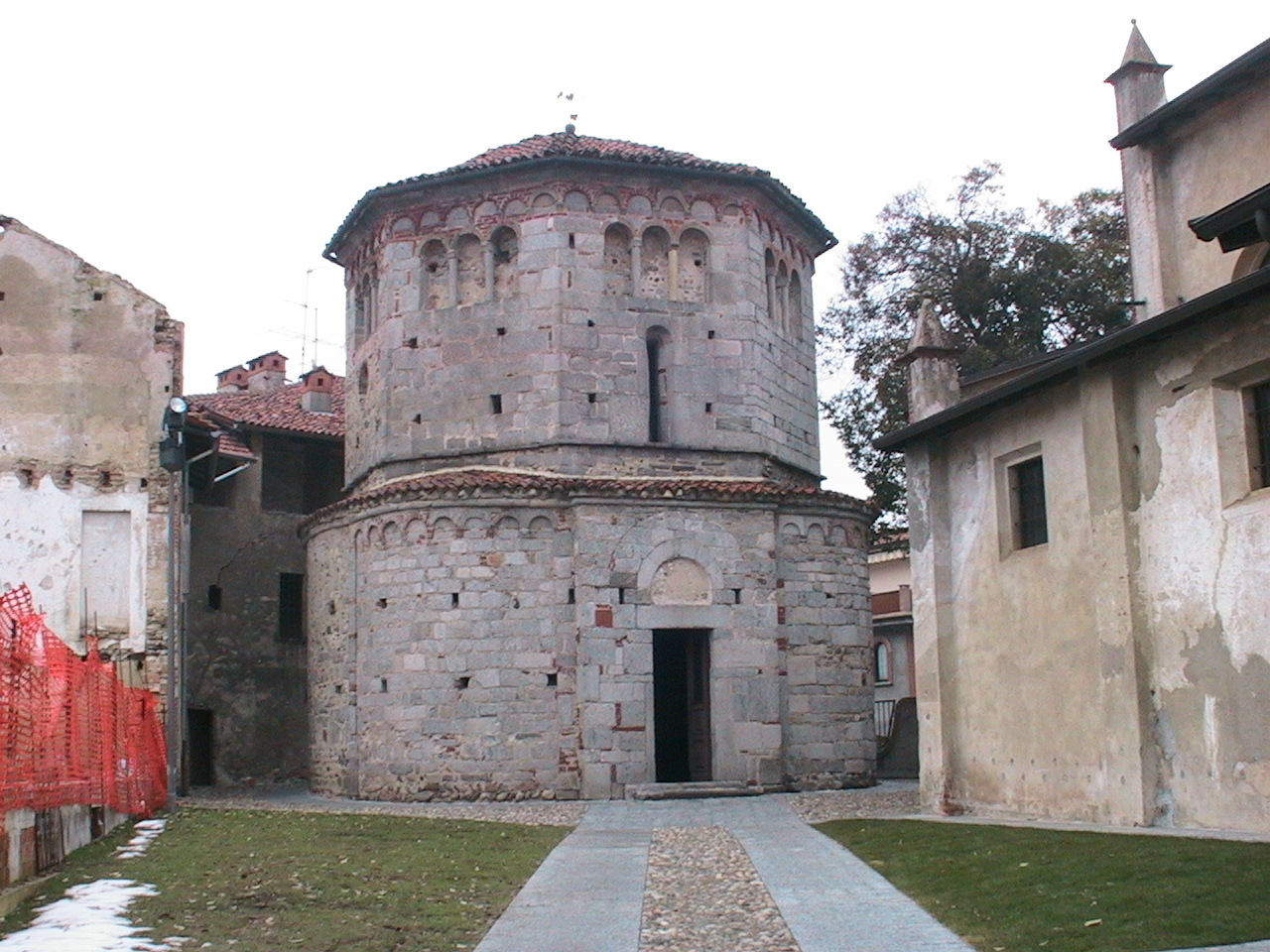
Agrate Conturbia, battistero
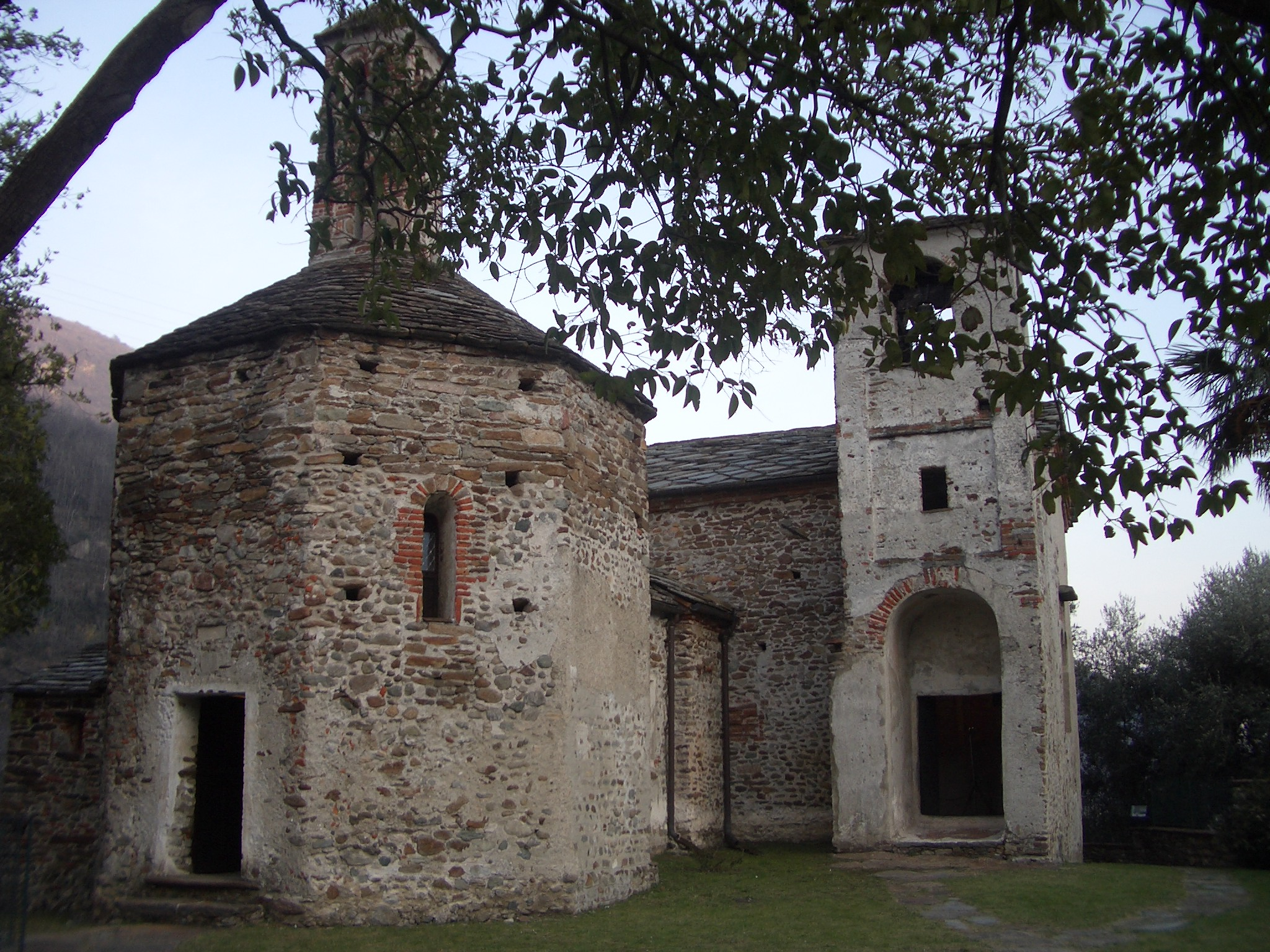
Settimo Vittone (TO) battistero
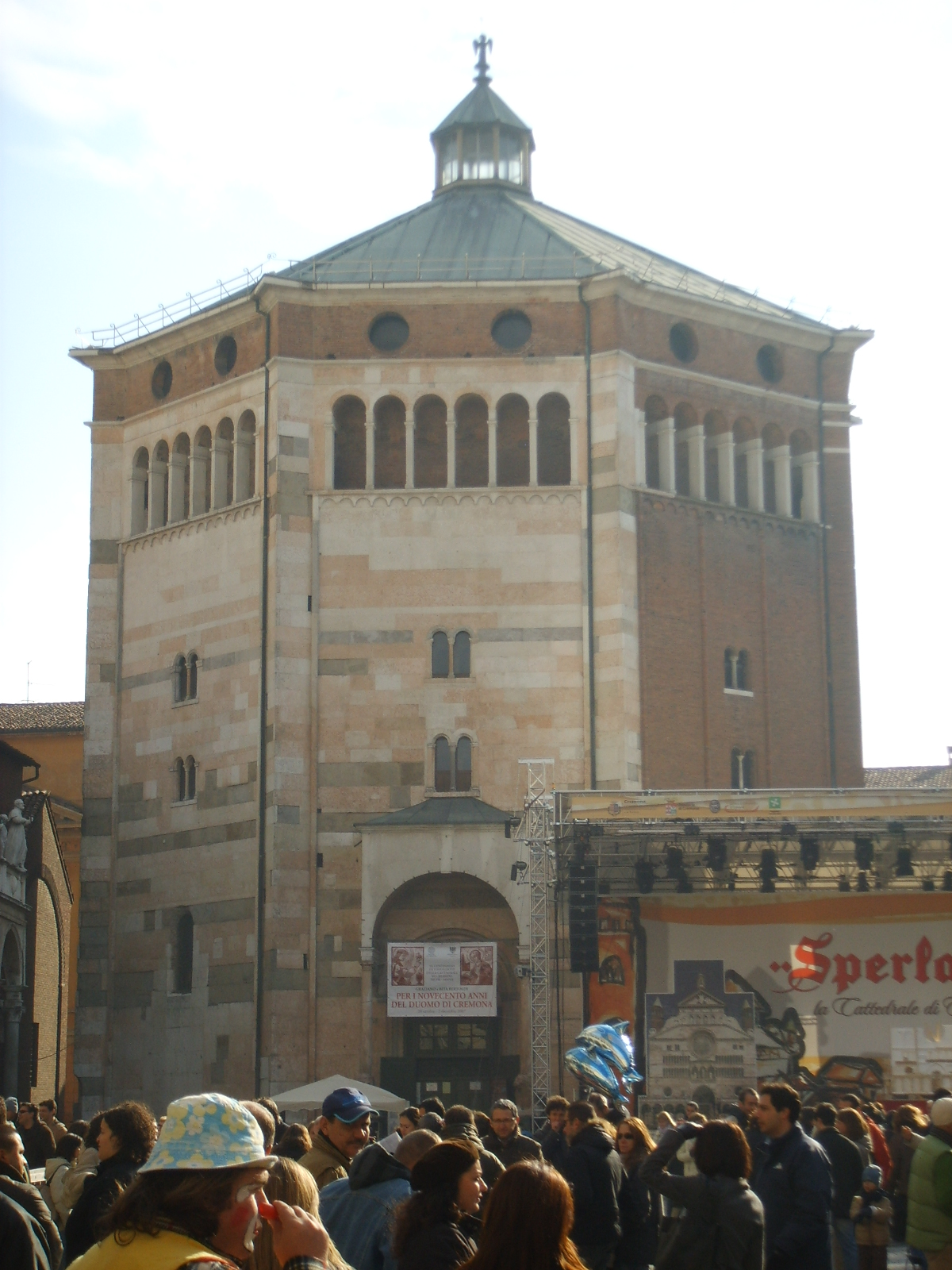
Cremona
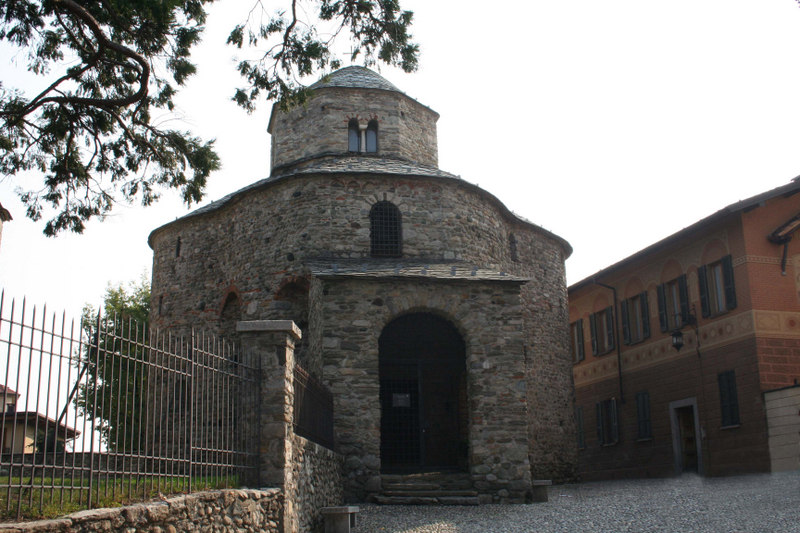
Galliano, Cantu
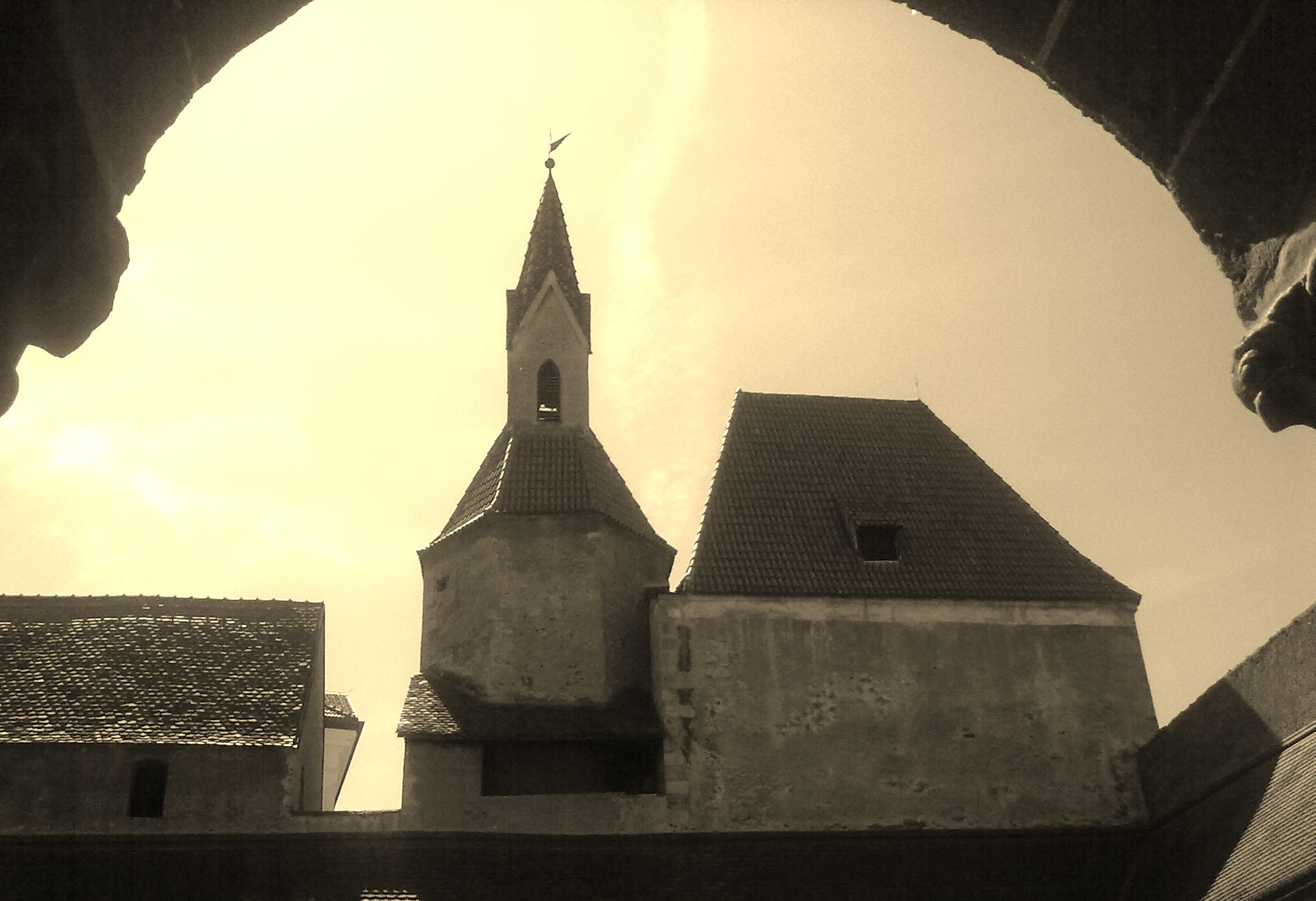
Battistero del duomo di Bressanone

## Battisteri gotici e rinascimentali

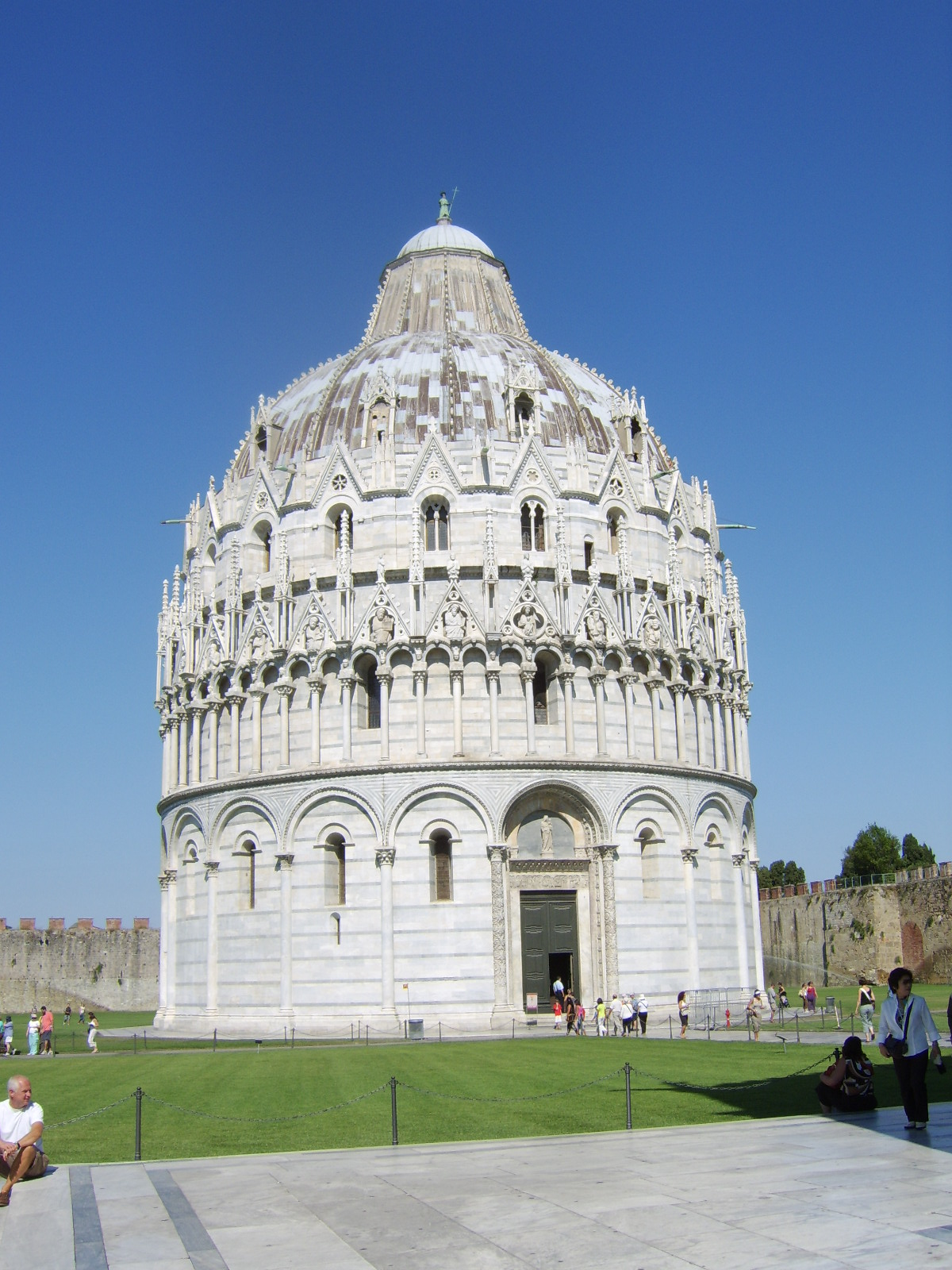
Pisa, battistero
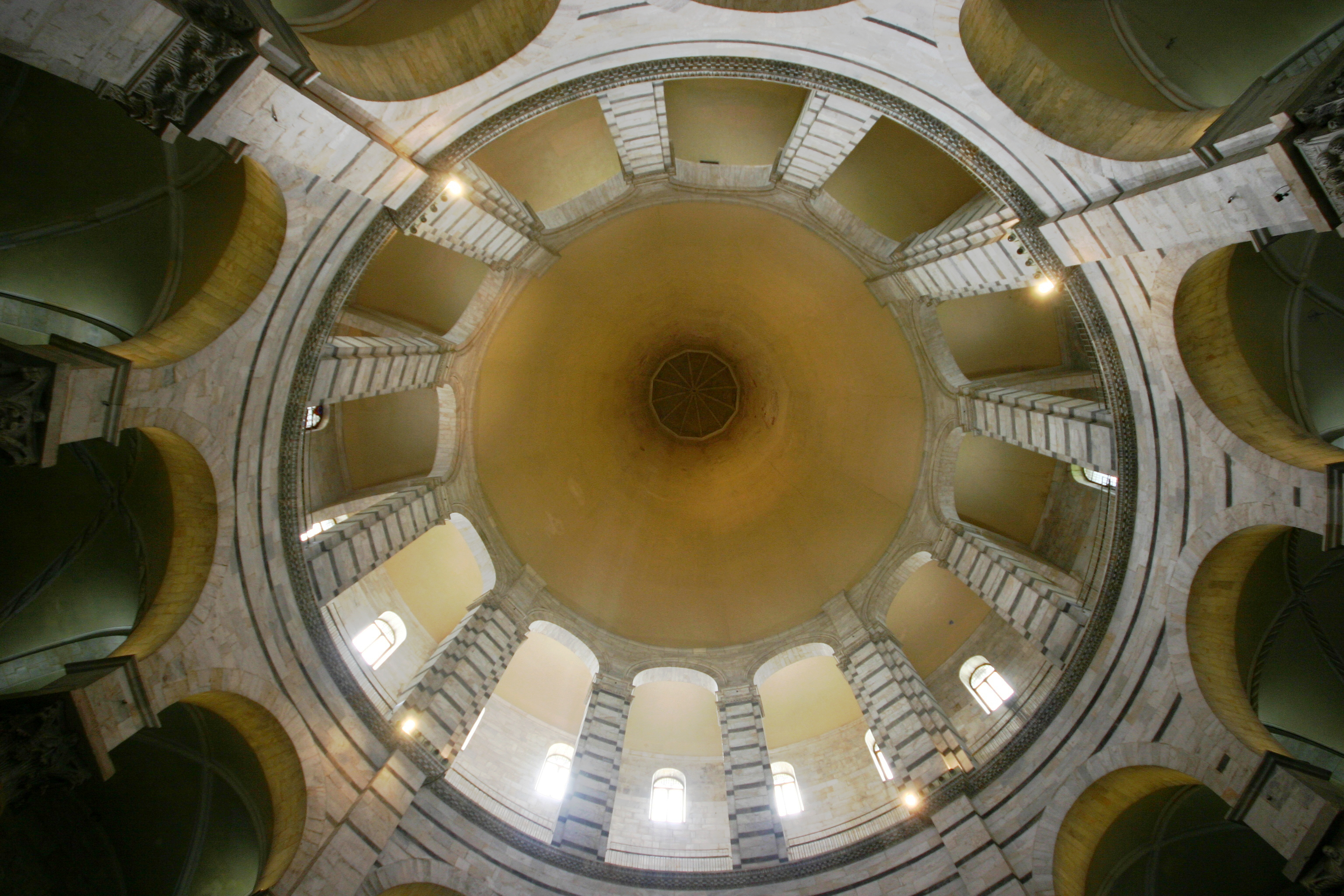
Pisa, battistero (interno)
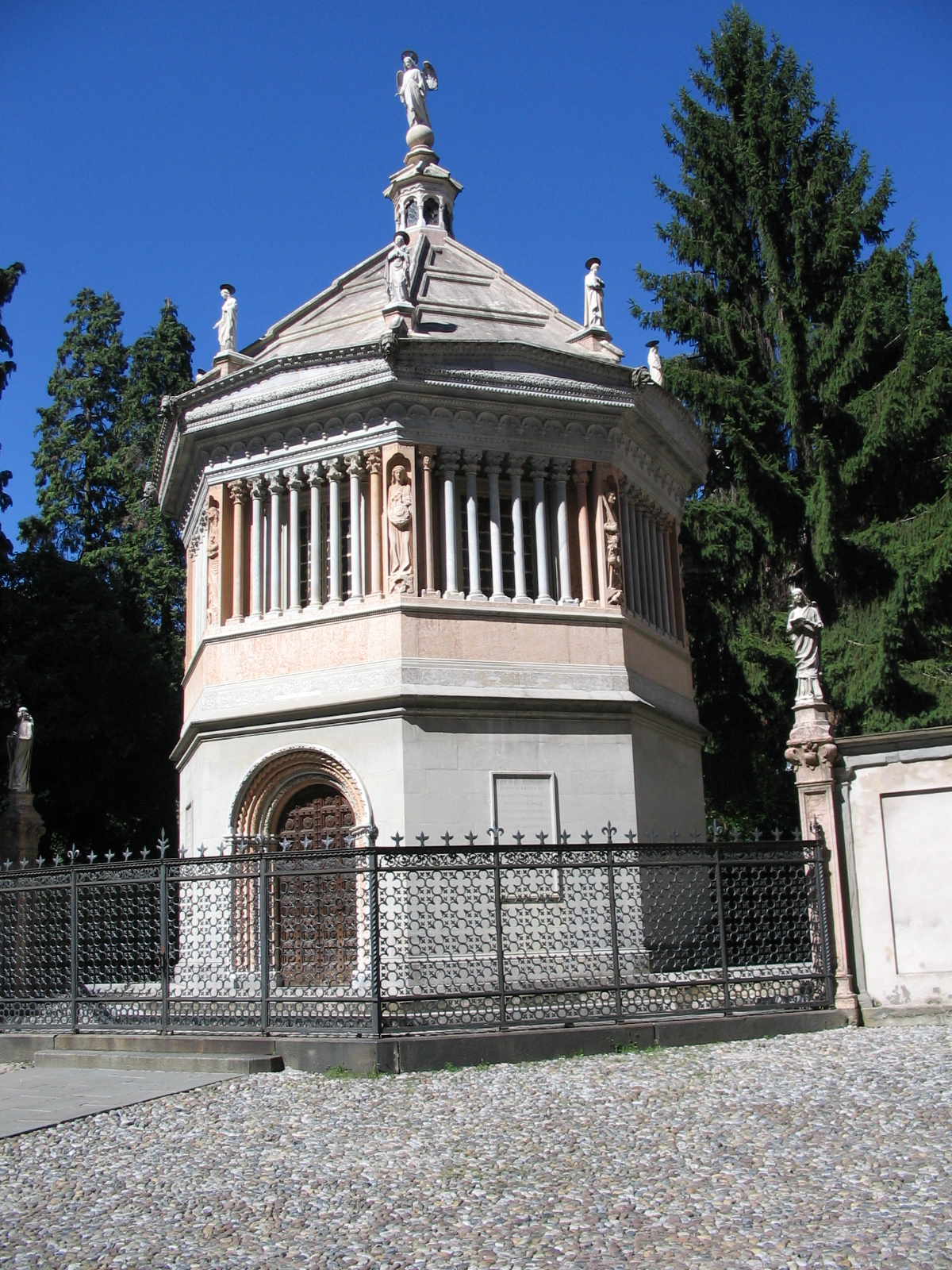
Bergamo, battistero
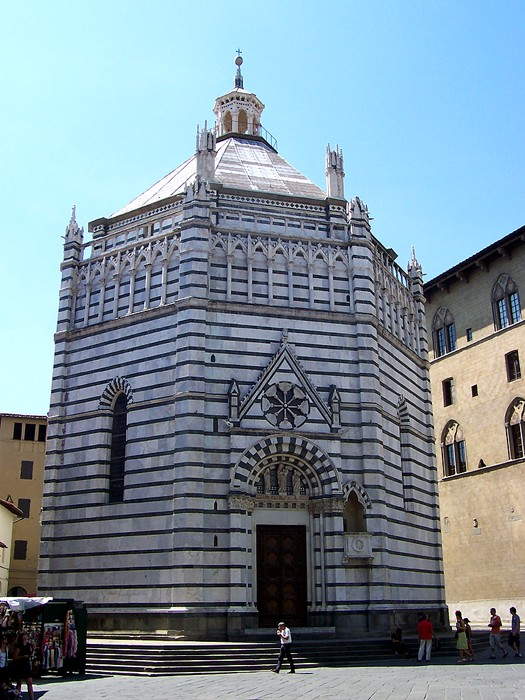
Pistoia, battistero